# 공산주의자동맹
공산주의자 동맹(共産主義者同盟, 독일어: Bund der Kommunisten)은 노동 계급의 최초의 국제적 정치조직으로, 1847년 6월 카를 마르크스와 프리드리히 엥겔스가 영국 런던에서 설립하였다.

## 역사

### 의인동맹
공산주의자동맹의 전신은 1836년에 조직된 의인동맹이었다. "의인동맹"은 프랑스 혁명 당시 총재정부에 의해 처형된 공산주의자 그라쿠스 바브프의 사상을 따르는 공상적 사회주의자들과 기독교 공산주의자들이 만든 단체로 카를 마르크스와 프리드리히 엥겔스는 나중에 가입하였다.
"의인동맹"이 내건 구호는 《모든 사람은 형제이다!》였으며, "평등과 정의 그리고 이웃에 대한 사랑이라는 이상에 기초하여, 지상에 (복음서에 나오는)하느님의 나라를 건설한다"는 것을 목표로 하고 있었다.

### 공산주의자 동맹으로의 변화
1847년 6월 런던에서 있은 의인동맹 제1차대회에서 이 동맹은 공산주의자동맹으로 개편되었다. 공산주의자동맹은 민주주의중앙집권제원칙에 따라 조직되었으며 부르주아지 타도, 프롤레타리아의 지배, 낡은 부르주아 사회 폐절 등을 목적으로 하였다. 1847년 11월 말∼12월 초에 소집된 공산주의자동맹 제2차대회에서는 카를 마르크스가 작성한 동맹의 규약을 채택하였으며 또한 카를 마르크스와 프리드리히 엥겔스가 강령을 작성하도록 했다. 이렇게 만들어진 것이 노동계급 당의 첫 강령인 《공산당 선언》(1848년)이다.

### 공산주의자 동맹의 이념
공산주의자동맹은 《모든 사람은 형제이다!》라는 의인동맹의 구호 대신에 《만국의 노동자는 단결하라!》라는 새로운 구호를 만들었다. 또 기회주의자들을 반대하고 공산주의를 선전하며 국제 프롤레타리아 운동을 발전시키기 위하여 활동하였다. 공산주의자동맹은 각국에 지부를 두었으며 유럽에서 일어난 1848-1849년 혁명에 적극적으로 참가하였다. 1851-1852년 프로이센 정부는 공산주의자들에 대한 탄압을 강화, 많은 동맹원들을 체포하였다. 이 《쾰른 재판》을 전후로 하여 조직이 파괴되고 일시적으로 카를 마르크스와 프리드리히 엥겔스사이의 연계도 끊어졌다. 이러한 정세에서 1852년 11월 마르크스의 제의에 따라 동맹이 해산되었다.

## 같이 보기
- 7월 왕정

## 참고 문헌
- 본 문서에는 조선민주주의인민공화국에서 카피레프트로 공개한 백과사전인 정치사전의 내용을 기초로 작성된 내용이 포함되어 있습니다.